# Karl-Hans Laermann
Karl-Hans Laermann (Erkelenz, 26 dicembre 1929 – Mönchengladbach, 26 giugno 2024) è stato un politico tedesco, membro del Partito Liberale Democratico.

## Biografia
Karl-Hans Laermann nacque nella città di Erkelenz il 26 dicembre 1929. Dopo il diploma di scuola superiore nel 1950, conseguì una laurea in ingegneria civile presso l'Università Tecnica di Aquisgrana. Successivamente lavorò in alcune imprese edili, mentre nel 1963 ricevette un dottorato in ingegneria.
Divenne poi professore sempre alla RWTH, della quale divenne consigliere scientifico nel 1971. Nel 1974 si trasferì invece all'Università di Wuppertal sempre per insegnare.

### Carriera politica
Karl-Hans Laermann entrò nel Partito Liberale Democratico nel 1968, diventando anche presidente della commissione federale per la ricerca e la tecnologia del partito dal 1981 al 1994.
Divenne membro del Bundestag nel 1974 in rappresentanza della Renania Settentrionale-Vestfalia. Tre anni dopo assunse la vicepresidenza della commissione parlamentare per la ricerca, la tecnologia e la valutazione tecnologica. Rimase in quest'ultima carica fino al 1994, quando fu nominato ministro federale dell'istruzione e della scienza nel governo guidato da Helmut Kohl, succedendo a Rainer Ortleb, dimissionario per motivi di salute.
Lasciò il governo nel novembre successivo a seguito della creazione del ministero federale dell'istruzione, della scienza, della ricerca e della tecnologia, raggruppante quindi anche i suoi incarichi. Al suo posto subentrò il politico Jürgen Rüttgers. Continuò invece la sua permanenza al Bundestag fino al 1998, quando non si ricandidò alle elezioni federali. Dopodiché si ritirò dalla vita politica.

### Morte
Karl-Hans Laermann morì a Mönchengladbach il 26 giugno 2024, all'età di 94 anni.